# Кошкуль, Андерс Густав
Барон Андерс Густав Кошкуль (Коскуль; швед. Anders Gustaf Koskull; 27 ноября 1831, Стокгольм — 29 января 1904, Стокгольм) — шведский художник-жанрист.

## Биография
Родился в 1831 году в Стокгольме. Сын гофмаршала барона Андерса Эрика Кошкуля (1789–1856) и его жены Иоганны Софии Фредерики (урожденной Флеминг, 1797–1868). Выходец из немецкого по происхождению баронского и графского рода Кошкуль (Коскуль), различные ветви которого в XIX столетии проживали в Пруссии, Прибалтике (Остзейские губернии Российской империи) и в Швеции. 
Заинтересовавшись живописью, отправился в Германию. Там Кошкуль в 1853—1860 годах учился в Дюссельдорфской академии художеств, где среди его учителей был Карл Фердинанд Зон. Параллельно с обучением в Академии, брал частные уроки у жившего в Дюссельдорфе норвежского художника-жанриста Адольфа Тидеманда. Около 1860 года отправился в Париж, где учился у Тома Кутюра. После этого ненадолго вернулся в Швецию, но уже в 1861—62 годах вновь находился в Германии, где посетил Берлин и Дрезден.
После возвращения на родину, в 1862 году стал кандидатом в академики, а в 1868 году — академиком (действительным членом) Стокгольмской академии художеств.
Писал преимущественно жанровые сцены, многие из которых были посвящены изображению повседневной жизни представителей малоимущих слоёв населения, в особенности стариков и детей из народной среды. Картины Кошкуля, особенно позднего периода, нарочито лишены претенциозности, однако его художественная манера обнаруживает явное влияние Дюссельдорфской школы живописи.
Скончался Кошкуль в Стокгольме в 1904 году.

## Галерея

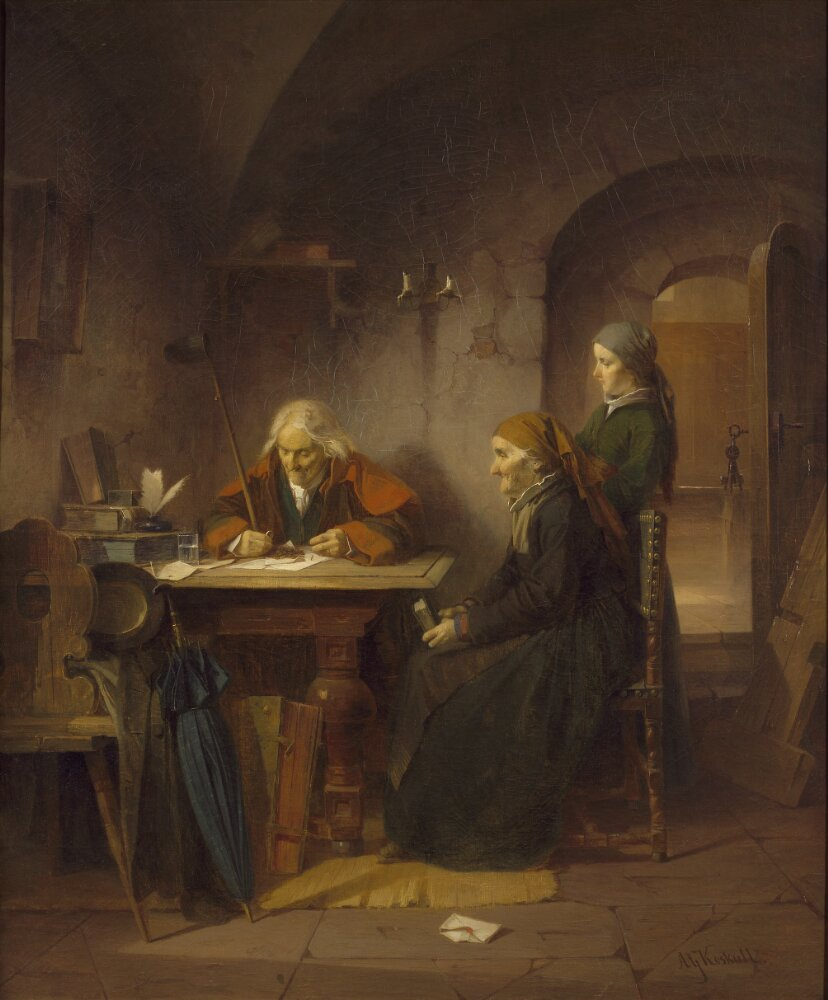
Учёный пастор
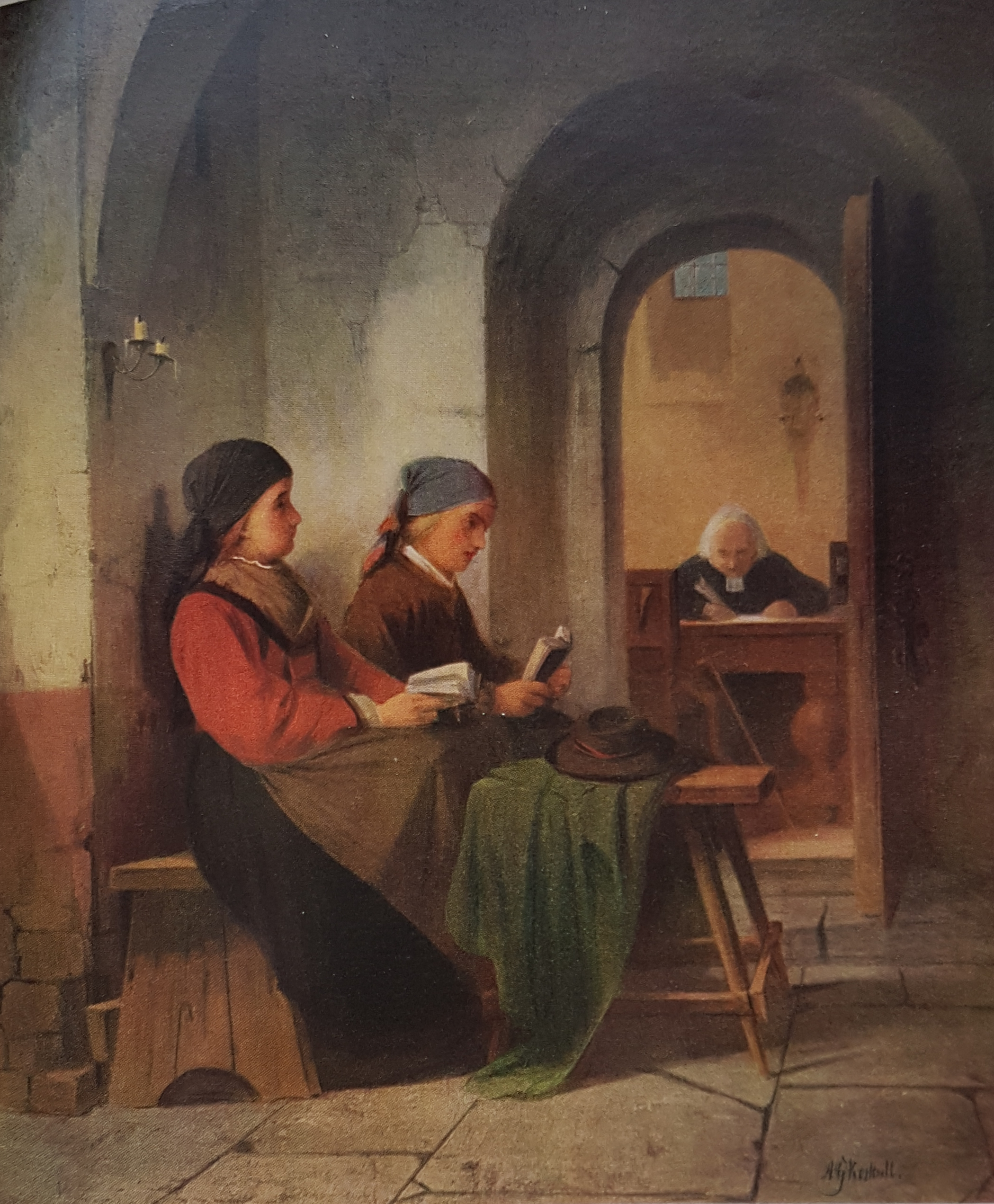
Перед конфирмацией
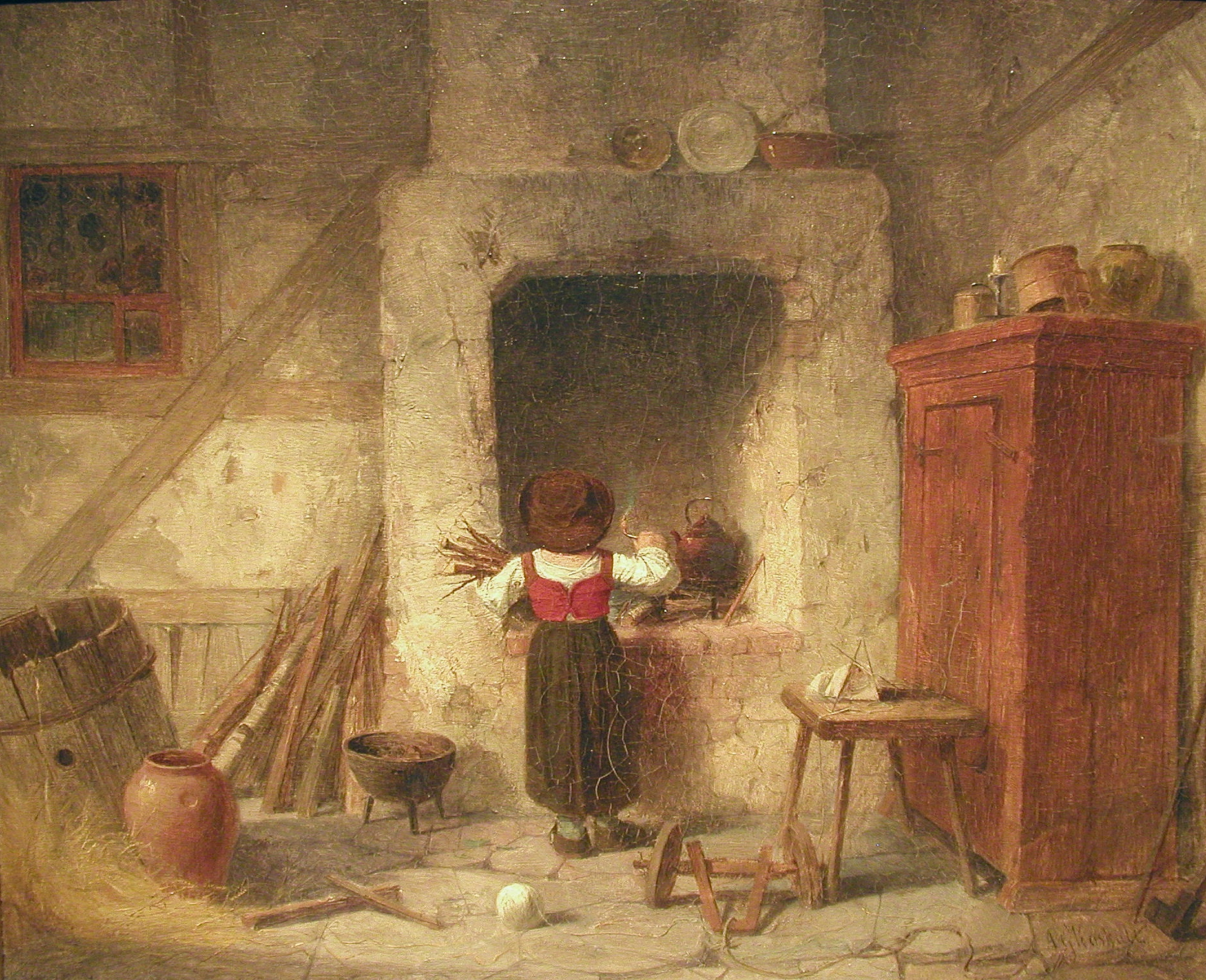
Домашние дела